# Transports en commun de Thonon-les-Bains
Pour les articles homonymes, voir Star't.
Les transports en commun de Thonon-les-Bains, exploités sous le nom STAR'T, sont le réseau de transport en commun de la ville de Thonon-les-Bains et de Thonon Agglomération. Le réseau est exploité depuis le 1er mai 2022 par la société RDB Thonon, un groupement entre RATP Dev et les autocars Borini qui a aussi en charge l'exploitation du funiculaire de Thonon-les-Bains ainsi que du « petit-train » de cette même ville.
Jusqu'en mai 2022, les Bus urbains thononnais desservaient aussi Évian-les-Bains mais chacune des deux intercommunalités a décidé de mettre en place son propre réseau : « Star't » pour Thonon Agglomération et « ÉVA'D » pour la communauté de communes Pays d'Évian Vallée d'Abondance.

## Histoire

### Les bus urbains thononais

Ancien logo BUT.

Le réseau est exploité depuis 1990 par un contrat de délégation de service public à la Société de transports de l'agglomération thononaise (STAT), filiale du groupe Transdev.
Ce réseau a été placé sous l'autorité du Syndicat intercommunal des bus de l'agglomération de Thonon-les-Bains (SIBAT), se substituant à sa création en 1990 à la ville de Thonon-les-Bains en matière de transport urbain et au département de la Haute-Savoie en matière de transport scolaire sur les communes d'Allinges, Anthy, Margencel, Marin et Thonon-les-Bains. Les communes d'Évian-les-Bains et de Publier adhèrent au SIBAT respectivement en 2000 et en 2003, le réseau est étendu à ces communes en décembre 2003 ; le réseau dessert aussi Neuvecelle et Maxilly-sur-Léman par association depuis cette date. La création de la communauté de communes du pays d'Évian en 2005 a entraîné un changement dans la représentation des communes, le Pays d'Évian se substituant aux communes d'Évian, Marin et Publier au sein du SIBAT.
De 2002 à 2014, la STAT exploite aussi le funiculaire d'Évian-les-Bains, repris depuis en régie par la ville d'Évian,.
Le réseau a été fortement modifié en 2010 et a vu la création de services scolaires spécifiques pour les écoles de Margencel et d'Allinges (Lignes P'tit BUT) et les collèges et lycées (Lignes Scola'BUT) et le SAEIV a été mis en place en 2011.
La création de Thonon Agglomération au 1er janvier 2017 modifie encore la représentation des communes, puisque cette dernière se substitue aux communes membres du SIBAT à titre individuel, tandis que la Communauté de communes Pays d'Évian Vallée d'Abondance se substitue de facto au Pays d'Évian, faisant que le SIBAT ne compte plus que les deux intercommunalités comme membres. Finalement, le 1er janvier 2018 le SIBAT est dissout, le réseau est désormais sous l'autorité conjointe de la communauté d'agglomération Thonon Agglomération et de la Communauté de communes Pays d'Évian Vallée d'Abondance, avec un passage de 9 à 47 communes du périmètre de transport urbain, ce qui nécessitera la création à terme de nouvelles lignes.
La mise en service du Léman Express le 15 décembre 2019 est l'occasion pour le réseau BUT d'adapter son offre et de mettre fin, via le prolongement de la ligne L à Évian, à sa curiosité qui consistait au fait que le réseau desservait Thonon et Évian sans pour autant qu'il n'existe aucune BUT entre ces deux villes ; de plus, le redéploiement des lignes H et J et la création de la ligne I au mois de janvier suivant permettent de desservir une commune supplémentaire, Lugrin. La ligne I est toutefois supprimée au mois de mai 2020 faute de fréquentation.

### Scission du réseau
Le 2 mai 2022, le réseau BUT disparaît officiellement pour laisser sa place à deux nouveaux réseaux.
Sur le ressort territorial de Thonon Agglomération, le réseau Start't regroupe les lignes A, B, C, D, M, N, 141, 142, 143, 151, 152 et 271 ainsi que le funiculaire de Thonon-les-Bains. Le nom du réseau a été soumis au vote (au choix : « Thom », « Star't » et « Tha'Go ») durant l'été 2021 et est révélé à l'automne 2021. Le nom « Star't » est choisi par 47 % des votants (25 % pour « Thom » et 26 % pour « Tha'Go »).
Le nouveau réseau thononais « Star't » est exploité par RDB Thonon, un groupement entre RATP Dev et les autocars Borini sauf pour AlloBus dont la gestion est confiée à Alpbus, succédant à la STAT filiale de Transdev pour les lignes BUT et à la SAT pour les lignes interurbaines. La nouvelle offre devrait être pleinement opérationnelle le 1er janvier 2023 avec notamment une tarification zonale (sur deux zones selon les études tandis que la zone 300 de Léman Pass sera maintenue) et un ticket ramené à 1,20 € par zone (un trajet Thonon-Veigy avec la ligne T71 peut coûter jusqu'à 7,20 € avec le réseau existant). Le réseau sera mis en place le 1er mai 2022
Sur le ressort territorial de la communauté de communes Pays d'Évian Vallée d'Abondance, le réseau ÉVA'D regroupe les lignes H, J, L, P, 121, 122, 123, 124 et 131.
La mise en place du réseau est entachée par de nombreux problèmes concernant les transports scolaires, allant de l'autocar surchargé aux arrêts non desservis par erreur.
D'autre part, les usagers notent une régression au niveau quantitatif et qualitatif concernant la ligne transfrontalière 271 Genève-Thonon.
La nouvelle tarification à deux zones est mise en place le 19 décembre 2022. À l'été 2023 la ligne estivale devient E1 et une ligne E2 est créée entre Thonon et Chens-sur-Léman en suivant la route longeant au plus près le lac.

## Le réseau

### Les lignes

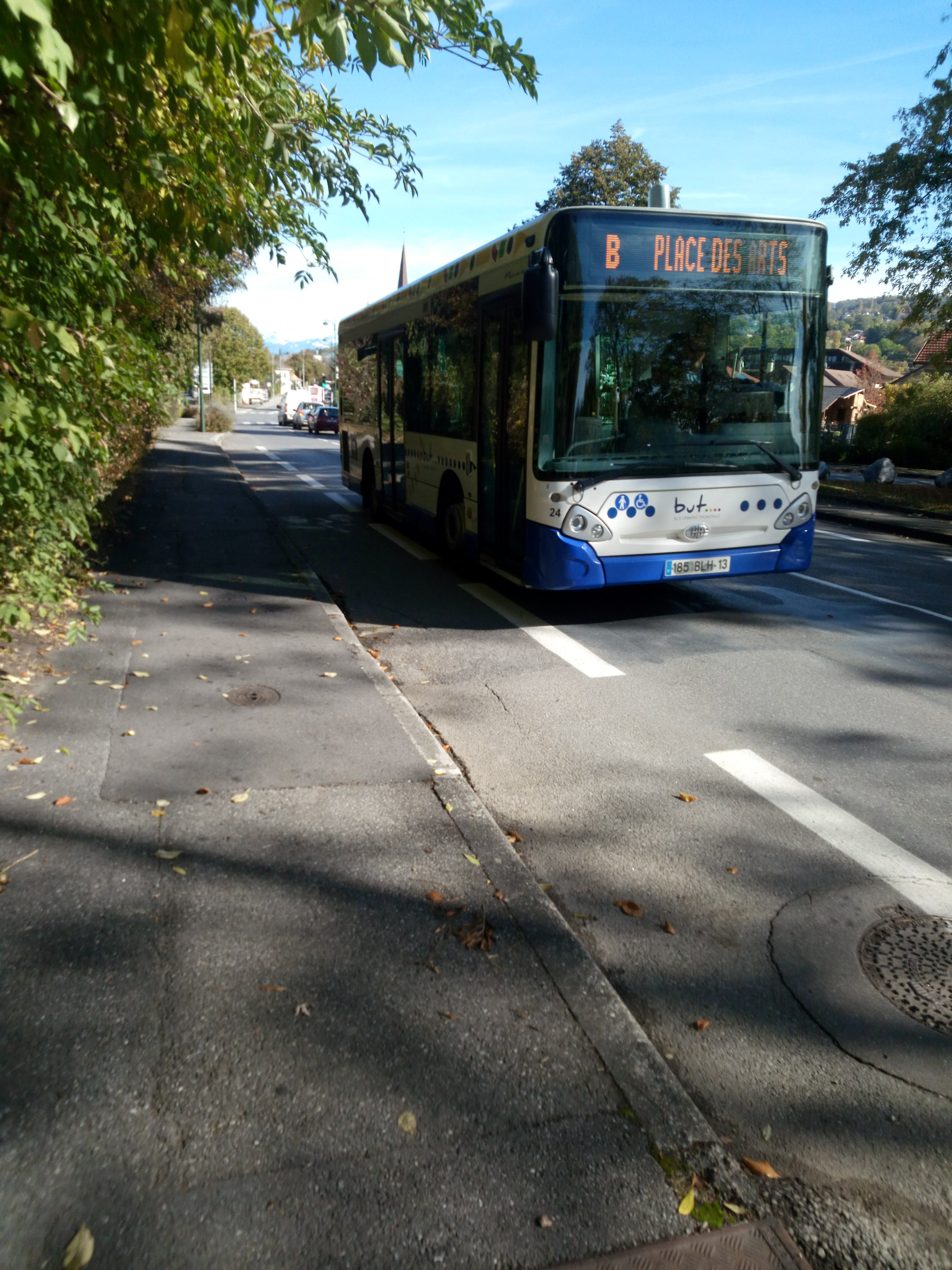
Un midibus aux couleurs de l’ancien réseau BUT, ici sur la ligne B

Le réseau est construit en étoile, autour du centre-ville de Thonon-les-Bains avec correspondance possible avec Évian-les-Bains via notamment la ligne L du réseau ÉVA'D et grâce au réseau Cars Région Haute-Savoie et aux TER Auvergne-Rhône-Alpes. Il est organisé par Thonon Agglomération. Il est exploité par RDB Thonon, un groupement entre RATP Dev et les autocars Borini qui a aussi en charge l'exploitation du funiculaire.
La place des arts est le pôle de la ville de Thonon, le principal nœud d'échange du réseau qui est desservi par 7 lignes urbaines du réseau (A, B, C, D, M, N, ÉTÉ). Situé sur la partie ouest de la place et fait également office de gare routière pour les lignes Cars Région Haute-Savoie et celles reprises par les intercommunalités de la rive sud du Léman. La gare de Thonon-les-Bains est située à proximité à deux minutes de marche et l'ensemble forme un pôle multimodal.
Avec la mise en service intégrale du Léman Express le 15 décembre 2019, le réseau se retrouve pour sa partie urbaine dans la zone 300 du système tarifaire transfrontalier Léman Pass ; les trajets internes au réseau continuent à s'effectuer avec sa tarification propre.
Il se compose de :
- 6 lignes urbaines (A, B, C, D, M, N) ;
- 2 lignes estivales (E1 et E2) ;
- la navette Léman (NL) ;
- le funiculaire de Thonon-les-Bains ;
- 5 lignes périurbaines (141, 142, 143, 151, 152) ;
- 1 ligne transfrontalière (271) ;
- 1 zones de transport à la demande, pour le secteur l'Ermitage ;
- 1 service de transport à la demande destiné aux personnes à mobilité réduite.

Lignes urbaines
| Ligne | Caractéristiques | Caractéristiques | Caractéristiques | Caractéristiques | Caractéristiques | Caractéristiques | Caractéristiques | Caractéristiques | Caractéristiques |
| A     | Thonon-les-Bains — Centre Médical du Chablais ⥋ Thonon-les-Bains — Ciné Léman | Thonon-les-Bains — Centre Médical du Chablais ⥋ Thonon-les-Bains — Ciné Léman                                       | Thonon-les-Bains — Centre Médical du Chablais ⥋ Thonon-les-Bains — Ciné Léman                                       | Thonon-les-Bains — Centre Médical du Chablais ⥋ Thonon-les-Bains — Ciné Léman                                       | Thonon-les-Bains — Centre Médical du Chablais ⥋ Thonon-les-Bains — Ciné Léman                                       | Thonon-les-Bains — Centre Médical du Chablais ⥋ Thonon-les-Bains — Ciné Léman                                       | Thonon-les-Bains — Centre Médical du Chablais ⥋ Thonon-les-Bains — Ciné Léman                                       | Thonon-les-Bains — Centre Médical du Chablais ⥋ Thonon-les-Bains — Ciné Léman                                       | Thonon-les-Bains — Centre Médical du Chablais ⥋ Thonon-les-Bains — Ciné Léman                                       |
| ----- | --- | --- | --- | --- | --- | --- | --- | --- | --- |
| A     | Ouverture / Fermeture — / — | Longueur 10 km | Durée ~34 min | Nb. d’arrêts 34 | Matériel GX 337, Iveco Urbanway 12, Iveco urbanway 10                                                               | Jours de fonctionnement L, Ma, Me, J, V, S                                                                          | Jour / Soir / Nuit / Fêtes O / N / N / N                                                                            | Voy. / an 888 634                                                                                                   | Exploitant RDB Thonon                                                                                               |
| A     | Desserte : - Villes et lieux desservis : Thonon-les-Bains (Centre médical du Chablais, Morcy, Maison des Sports, Aumônerie, Lycée Versoie, Place des Arts, Crête, Les Harpes, La Citadelle, Ecole Morillon, Hôpital, Sénévullaz, Collonges, Ciné Léman) - Gare desservie : Gare de Thonon-les-Bains. | | | | | | | | |
| A     | Autre : - Zone traversées : 300 (Léman Pass) et A (Tarification Star't). - Amplitudes horaires : La ligne fonctionne du lundi au vendredi de 6 h 5 à 20 h 30 et le samedi de 6 h 35 à 19 h 30 environ. - Date de dernière mise à jour : 15 décembre 2022. | | | | | | | | |
| A     | Dernière actualisation : — | | | | | | | | |
| B     | Thonon-les-Bains — Place des Arts ⥋ Thonon-les-Bains — Saint-Disdille (ou ZI Vongy à certains services) | Thonon-les-Bains — Place des Arts ⥋ Thonon-les-Bains — Saint-Disdille (ou ZI Vongy à certains services)             | Thonon-les-Bains — Place des Arts ⥋ Thonon-les-Bains — Saint-Disdille (ou ZI Vongy à certains services)             | Thonon-les-Bains — Place des Arts ⥋ Thonon-les-Bains — Saint-Disdille (ou ZI Vongy à certains services)             | Thonon-les-Bains — Place des Arts ⥋ Thonon-les-Bains — Saint-Disdille (ou ZI Vongy à certains services)             | Thonon-les-Bains — Place des Arts ⥋ Thonon-les-Bains — Saint-Disdille (ou ZI Vongy à certains services)             | Thonon-les-Bains — Place des Arts ⥋ Thonon-les-Bains — Saint-Disdille (ou ZI Vongy à certains services)             | Thonon-les-Bains — Place des Arts ⥋ Thonon-les-Bains — Saint-Disdille (ou ZI Vongy à certains services)             | Thonon-les-Bains — Place des Arts ⥋ Thonon-les-Bains — Saint-Disdille (ou ZI Vongy à certains services)             |
| B     | Ouverture / Fermeture — / — | Longueur 8,50 km | Durée 19 à 24/ 19 à 28 min                                                                                          | Nb. d’arrêts 32 | Matériel — | Jours de fonctionnement L, Ma, Me, J, V, S                                                                          | Jour / Soir / Nuit / Fêtes O / N / N / N                                                                            | Voy. / an 147 387                                                                                                   | Exploitant RDB Thonon                                                                                               |
| B     | Desserte : - Villes et lieux desservis : Thonon-les-Bains (Place des Arts, Eglise des Vallées, La Doie, Fontaine Couverte, Tissottes, Tully, Clos de Champagne, Vongy Ecole, Vongy Eglise, CAT, Ancien Dépôt, Saint-Disdille, Z.I. Vongy) - Gare desservie : Gare de Thonon-les-Bains. | | | | | | | | |
| B     | Autre : - Zone traversées : 300 (Léman Pass) et A (Tarification Star't). - Amplitudes horaires : La ligne fonctionne du lundi au vendredi de 6 h 35 à 20 h et le samedi de 8 h 10 à 19 h 45 environ. - Particularités : - Du lundi au vendredi, une partie des services desservent la zone industrielle de Vongy au lieu de Saint-Disdille ; - Un aller/retour dessert l'arrêt CAT du lundi au vendredi. - Date de dernière mise à jour : 15 décembre 2022.                                      | | | | | | | | |
| B     | Dernière actualisation : — | | | | | | | | |
| C     | Thonon-les-Bains — Place des Arts ⥋ Margencel — Collège Monod | Thonon-les-Bains — Place des Arts ⥋ Margencel — Collège Monod                                                       | Thonon-les-Bains — Place des Arts ⥋ Margencel — Collège Monod                                                       | Thonon-les-Bains — Place des Arts ⥋ Margencel — Collège Monod                                                       | Thonon-les-Bains — Place des Arts ⥋ Margencel — Collège Monod                                                       | Thonon-les-Bains — Place des Arts ⥋ Margencel — Collège Monod                                                       | Thonon-les-Bains — Place des Arts ⥋ Margencel — Collège Monod                                                       | Thonon-les-Bains — Place des Arts ⥋ Margencel — Collège Monod                                                       | Thonon-les-Bains — Place des Arts ⥋ Margencel — Collège Monod                                                       |
| C     | Ouverture / Fermeture — / — | Longueur 10,30 km                                                                                                   | Durée ~26 min | Nb. d’arrêts 35 | Matériel — | Jours de fonctionnement L, Ma, Me, J, V, S                                                                          | Jour / Soir / Nuit / Fêtes O / N / N / N                                                                            | Voy. / an 166 402                                                                                                   | Exploitant RDB Thonon                                                                                               |
| C     | Desserte : - Villes et lieux desservis : Thonon-les-Bains (Place des Arts, Place du Marché, Funiculaire haut, J.J. Rousseau, Caisse d'Epargne, Pillon, Pinsons), Anthy-sur-Léman (Anthy Village, Cimetière d'Anthy, Balises, Lavoret) et Margencel (Collège Monod) - Station et gare desservie : Gare de Thonon-les-Bains et station haute du funiculaire de Thonon-les-Bains. | | | | | | | | |
| C     | Autre : - Zone traversées : 300 (Léman Pass) et A (Tarification Star't). - Amplitudes horaires : La ligne fonctionne du lundi au vendredi de 6 h 50 à 19 h 15 et le samedi de 7 h 10 à 19 h 5 environ. - Particularités : Le jeudi matin, certains arrêts du centre-ville de Thonon ne sont pas desservis à cause du marché. - Date de dernière mise à jour : 15 décembre 2022. | | | | | | | | |
| C     | Dernière actualisation : — | | | | | | | | |
| D     | Thonon-les-Bains — Place des Arts ⥋ Margencel — Centre Commercial (Margencel — Collège Monod à certains services) | Thonon-les-Bains — Place des Arts ⥋ Margencel — Centre Commercial (Margencel — Collège Monod à certains services)   | Thonon-les-Bains — Place des Arts ⥋ Margencel — Centre Commercial (Margencel — Collège Monod à certains services)   | Thonon-les-Bains — Place des Arts ⥋ Margencel — Centre Commercial (Margencel — Collège Monod à certains services)   | Thonon-les-Bains — Place des Arts ⥋ Margencel — Centre Commercial (Margencel — Collège Monod à certains services)   | Thonon-les-Bains — Place des Arts ⥋ Margencel — Centre Commercial (Margencel — Collège Monod à certains services)   | Thonon-les-Bains — Place des Arts ⥋ Margencel — Centre Commercial (Margencel — Collège Monod à certains services)   | Thonon-les-Bains — Place des Arts ⥋ Margencel — Centre Commercial (Margencel — Collège Monod à certains services)   | Thonon-les-Bains — Place des Arts ⥋ Margencel — Centre Commercial (Margencel — Collège Monod à certains services)   |
| D     | Ouverture / Fermeture — / — | Longueur 6 à 11 km                                                                                                  | Durée 16 à 30 min                                                                                                   | Nb. d’arrêts 21 à 35                                                                                                | Matériel — | Jours de fonctionnement L, Ma, Me, J, V, S                                                                          | Jour / Soir / Nuit / Fêtes O / N / N / N                                                                            | Voy. / an 388 625                                                                                                   | Exploitant RDB Thonon                                                                                               |
| D     | Desserte : - Villes et lieux desservis : Thonon-les-Bains (Place des Arts, Jules Mercier, J.J. Rousseau, Vernay, Grangette, Pélerins), Anthy-sur-Léman (Marclaz, Picard Anthy, Darty, Mc Donald's) et Margencel (Centre Commercial Margencel, Collège Monod) - Gare desservie : Gare de Thonon-les-Bains. | | | | | | | | |
| D     | Autre : - Zone traversées : 300 (Léman Pass) et A (Tarification Star't). - Amplitudes horaires : La ligne fonctionne du lundi au samedi de 6 h 40 à 21 h environ. - Particularités : - Une dizaine de courses par jour sont prolongées jusqu'à Collège Monod ; - Une course par jour est directe entre Centre Commercial Margencel et Collège Monod ; - Une course par jour ne circule qu'entre Centre Commercial Margencel et Collège Monod. - Date de dernière mise à jour : 15 décembre 2022. | | | | | | | | |
| D     | Dernière actualisation : — | | | | | | | | |
| M     | Thonon-les-Bains — Place des Arts (Thonon-les-Bains — Port de Rives à certains services] ⥋ Allinges — Mésinges Parc | Thonon-les-Bains — Place des Arts (Thonon-les-Bains — Port de Rives à certains services] ⥋ Allinges — Mésinges Parc | Thonon-les-Bains — Place des Arts (Thonon-les-Bains — Port de Rives à certains services] ⥋ Allinges — Mésinges Parc | Thonon-les-Bains — Place des Arts (Thonon-les-Bains — Port de Rives à certains services] ⥋ Allinges — Mésinges Parc | Thonon-les-Bains — Place des Arts (Thonon-les-Bains — Port de Rives à certains services] ⥋ Allinges — Mésinges Parc | Thonon-les-Bains — Place des Arts (Thonon-les-Bains — Port de Rives à certains services] ⥋ Allinges — Mésinges Parc | Thonon-les-Bains — Place des Arts (Thonon-les-Bains — Port de Rives à certains services] ⥋ Allinges — Mésinges Parc | Thonon-les-Bains — Place des Arts (Thonon-les-Bains — Port de Rives à certains services] ⥋ Allinges — Mésinges Parc | Thonon-les-Bains — Place des Arts (Thonon-les-Bains — Port de Rives à certains services] ⥋ Allinges — Mésinges Parc |
| M     | Ouverture / Fermeture — / — | Longueur — | Durée 26 (39) min                                                                                                   | Nb. d’arrêts 25 (26)                                                                                                | Matériel Iveco Crossway LE City                                                                                     | Jours de fonctionnement L, Ma, Me, J, V, S                                                                          | Jour / Soir / Nuit / Fêtes O / N / N / N                                                                            | Voy. / an 59 349 | Exploitant Borini Chablais                                                                                          |
| M     | Desserte : - Villes et lieux desservis : Thonon-les-Bains (Place des Arts, Pré Cergues, Libération, Hôpital) et Allinges (Cercle Betemps, Mésinges, Commelinges, Allinges Village, Noyer, La Chavanne) - Gare desservie : Gare de Thonon-les-Bains. | | | | | | | | |
| M     | Autre : - Zone traversées : 300 (Léman Pass) et A (Tarification Star't). - Amplitudes horaires : La ligne fonctionne du lundi au vendredi de 5 h 50 à 20 h 10 et le samedi de 6 h 55 à 20 h 10 environ. - Particularités : En semaine, les trois premiers départs direction Thonon et les cinq derniers en sens inverse sont prolongés jusqu'au port de Rives pour assurer la correspondance avec les bateaux de la CGN. - Date de dernière mise à jour : 17 août 2023.                          | | | | | | | | |
| M     | Dernière actualisation : — | | | | | | | | |
| N     | Thonon-les-Bains — Place des Arts ⥋ Orcier — Stade | Thonon-les-Bains — Place des Arts ⥋ Orcier — Stade                                                                  | Thonon-les-Bains — Place des Arts ⥋ Orcier — Stade                                                                  | Thonon-les-Bains — Place des Arts ⥋ Orcier — Stade                                                                  | Thonon-les-Bains — Place des Arts ⥋ Orcier — Stade                                                                  | Thonon-les-Bains — Place des Arts ⥋ Orcier — Stade                                                                  | Thonon-les-Bains — Place des Arts ⥋ Orcier — Stade                                                                  | Thonon-les-Bains — Place des Arts ⥋ Orcier — Stade                                                                  | Thonon-les-Bains — Place des Arts ⥋ Orcier — Stade                                                                  |
| N     | Ouverture / Fermeture — / — | Longueur — | Durée 22 min | Nb. d’arrêts 17 | Matériel Heuliez Gx137                                                                                              | Jours de fonctionnement L, Ma, Me, J, V, S                                                                          | Jour / Soir / Nuit / Fêtes O / N / N / N                                                                            | Voy. / an 60 822 | Exploitant Borini Chablais                                                                                          |
| N     | Desserte : - Villes et lieux desservis : Thonon-les-Bains (Place des Arts, Pré Cergues, Libération, Hôpital), Allinges et Orcier - Gare desservie : Gare de Thonon-les-Bains. | | | | | | | | |
| N     | Autre : - Zone traversées : 300 (Léman Pass) et A (Tarification Star't). - Amplitudes horaires : La ligne fonctionne du lundi au samedi de 7 h 10 à 19 h 40 environ. - Date de dernière mise à jour : 17 août 2023. | | | | | | | | |
| N     | Dernière actualisation : — | | | | | | | | |

Lignes saisonnières et spécifiques
| Ligne | Caractéristiques | Caractéristiques                                                      | Caractéristiques                                                      | Caractéristiques                                                      | Caractéristiques                                                      | Caractéristiques                                                      | Caractéristiques                                                      | Caractéristiques                                                      | Caractéristiques                                                      |
| E1    | Thonon-les-Bains — Place des Arts ⥋ Thonon-les-Bains — Saint-Disdille | Thonon-les-Bains — Place des Arts ⥋ Thonon-les-Bains — Saint-Disdille | Thonon-les-Bains — Place des Arts ⥋ Thonon-les-Bains — Saint-Disdille | Thonon-les-Bains — Place des Arts ⥋ Thonon-les-Bains — Saint-Disdille | Thonon-les-Bains — Place des Arts ⥋ Thonon-les-Bains — Saint-Disdille | Thonon-les-Bains — Place des Arts ⥋ Thonon-les-Bains — Saint-Disdille | Thonon-les-Bains — Place des Arts ⥋ Thonon-les-Bains — Saint-Disdille | Thonon-les-Bains — Place des Arts ⥋ Thonon-les-Bains — Saint-Disdille | Thonon-les-Bains — Place des Arts ⥋ Thonon-les-Bains — Saint-Disdille |
| ----- | --- | --------------------------------------------------------------------- | --------------------------------------------------------------------- | --------------------------------------------------------------------- | --------------------------------------------------------------------- | --------------------------------------------------------------------- | --------------------------------------------------------------------- | --------------------------------------------------------------------- | --------------------------------------------------------------------- |
| E1    | Ouverture / Fermeture — / — | Longueur 6,80 km                                                      | Durée ~17 min                                                         | Nb. d’arrêts 16                                                       | Matériel —                                                            | Jours de fonctionnement L, Ma, Me, J, V, S                            | Jour / Soir / Nuit / Fêtes O / N / N / N                              | Voy. / an —                                                           | Exploitant RDB Thonon                                                 |
| E1    | Desserte : - Villes et lieux desservis : Thonon-les-Bains (Place des Arts, Place du Marché, Hôtel de Ville, Sous préfecture, Port de Rives, Thonon Plage, Ripaille, Champ Bochard, Saint-Disdille) - Stations et gares desservies : Gare de Thonon-les-Bains et stations haute et basse du funiculaire de Thonon-les-Bains.                                  |                                                                       |                                                                       |                                                                       |                                                                       |                                                                       |                                                                       |                                                                       |                                                                       |
| E1    | Autre : - Zone traversées : 300 (Léman Pass) et A (Tarification Star't). - Amplitudes horaires : La ligne fonctionne du lundi au samedi de 10 h 15 à 20 h 15 environ. - Particularités : Ligne à vocation touristique ne circulant que de début juillet à fin août. - Date de dernière mise à jour : 17 août 2023.                                           |                                                                       |                                                                       |                                                                       |                                                                       |                                                                       |                                                                       |                                                                       |                                                                       |
| E1    | Dernière actualisation : — |                                                                       |                                                                       |                                                                       |                                                                       |                                                                       |                                                                       |                                                                       |                                                                       |
| E2    | Thonon-les-Bains — Place des Arts ⥋ Chens-sur-Léman — Vereitre | Thonon-les-Bains — Place des Arts ⥋ Chens-sur-Léman — Vereitre        | Thonon-les-Bains — Place des Arts ⥋ Chens-sur-Léman — Vereitre        | Thonon-les-Bains — Place des Arts ⥋ Chens-sur-Léman — Vereitre        | Thonon-les-Bains — Place des Arts ⥋ Chens-sur-Léman — Vereitre        | Thonon-les-Bains — Place des Arts ⥋ Chens-sur-Léman — Vereitre        | Thonon-les-Bains — Place des Arts ⥋ Chens-sur-Léman — Vereitre        | Thonon-les-Bains — Place des Arts ⥋ Chens-sur-Léman — Vereitre        | Thonon-les-Bains — Place des Arts ⥋ Chens-sur-Léman — Vereitre        |
| E2    | Ouverture / Fermeture 10 juillet 2023 / — | Longueur —                                                            | Durée 60 min                                                          | Nb. d’arrêts 22                                                       | Matériel —                                                            | Jours de fonctionnement L, Ma, Me, J, V, S                            | Jour / Soir / Nuit / Fêtes O / N / N / N                              | Voy. / an —                                                           | Exploitant RDB Thonon                                                 |
| E2    | Desserte : - Villes et lieux desservis : Thonon-les-Bains, Anthy-sur-Léman, Sciez, Excenevex, Yvoire, Nernier, Messery et Chens-sur-Léman - Gare desservie : Gare de Thonon-les-Bains. |                                                                       |                                                                       |                                                                       |                                                                       |                                                                       |                                                                       |                                                                       |                                                                       |
| E2    | Autre : - Zone traversées : 300 (Léman Pass), A et B (Tarification Star't). - Amplitudes horaires : La ligne fonctionne du lundi au samedi de 10 h 20 à 20 h 40 environ. - Particularités : Ligne à vocation touristique ne circulant que de début juillet à fin août ; - Date de dernière mise à jour : 17 août 2023.                                       |                                                                       |                                                                       |                                                                       |                                                                       |                                                                       |                                                                       |                                                                       |                                                                       |
| E2    | Dernière actualisation : — |                                                                       |                                                                       |                                                                       |                                                                       |                                                                       |                                                                       |                                                                       |                                                                       |
| NL    | Navette Léman | Navette Léman                                                         | Navette Léman                                                         | Navette Léman                                                         | Navette Léman                                                         | Navette Léman                                                         | Navette Léman                                                         | Navette Léman                                                         | Navette Léman                                                         |
| NL    | Thonon-les-Bains — Parking Ermitage ⥋ Thonon-les-Bains — Les Quais |                                                                       |                                                                       |                                                                       |                                                                       |                                                                       |                                                                       |                                                                       |                                                                       |
| NL    | Ouverture / Fermeture 24 avril 2023 / — | Longueur —                                                            | Durée —                                                               | Nb. d’arrêts 4                                                        | Matériel —                                                            | Jours de fonctionnement L, Ma, Me, J, V                               | Jour / Soir / Nuit / Fêtes O / N / N / N                              | Voy. / an —                                                           | Exploitant RDB Thonon                                                 |
| NL    | Desserte : - Villes et lieux desservis : Thonon-les-Bains - Gare desservie : Aucune. |                                                                       |                                                                       |                                                                       |                                                                       |                                                                       |                                                                       |                                                                       |                                                                       |
| NL    | Autre : - Zone traversées : Tarif spécifique. - Amplitudes horaires : La ligne fonctionne du lundi au vendredi, les horaires sont alignés sur ceux des bateaux de la CGN. - Particularités : L'accès à cette ligne est réservée aux abonnés CGN ayant souscrit un abonnement spécifique au mois ou à l'année. - Date de dernière mise à jour : 17 août 2023. |                                                                       |                                                                       |                                                                       |                                                                       |                                                                       |                                                                       |                                                                       |                                                                       |
| NL    | Dernière actualisation : — |                                                                       |                                                                       |                                                                       |                                                                       |                                                                       |                                                                       |                                                                       |                                                                       |

Lignes interurbaines
Depuis le 1er juin 2020, la région Auvergne-Rhône-Alpes n'est plus compétente sur la partie française de la ligne 271 (ex-T71) au profit de Thonon Agglomération qui est devenue membre du GLCT. La ligne 271 est coordonnée par le Groupement local de coopération transfrontalière qui s'occupe des lignes transfrontalières entre la France et le canton de Genève.
| Ligne | Caractéristiques | Caractéristiques                                                                              | Caractéristiques                                                                              | Caractéristiques                                                                              | Caractéristiques                                                                              | Caractéristiques                                                                              | Caractéristiques                                                                              | Caractéristiques                                                                              | Caractéristiques                                                                              |
| 141   | Annemasse — Gare routière ⥋ Évian-les-Bains — Embarcadère / Hôpital selon les services | Annemasse — Gare routière ⥋ Évian-les-Bains — Embarcadère / Hôpital selon les services        | Annemasse — Gare routière ⥋ Évian-les-Bains — Embarcadère / Hôpital selon les services        | Annemasse — Gare routière ⥋ Évian-les-Bains — Embarcadère / Hôpital selon les services        | Annemasse — Gare routière ⥋ Évian-les-Bains — Embarcadère / Hôpital selon les services        | Annemasse — Gare routière ⥋ Évian-les-Bains — Embarcadère / Hôpital selon les services        | Annemasse — Gare routière ⥋ Évian-les-Bains — Embarcadère / Hôpital selon les services        | Annemasse — Gare routière ⥋ Évian-les-Bains — Embarcadère / Hôpital selon les services        | Annemasse — Gare routière ⥋ Évian-les-Bains — Embarcadère / Hôpital selon les services        |
| ----- | --- | --------------------------------------------------------------------------------------------- | --------------------------------------------------------------------------------------------- | --------------------------------------------------------------------------------------------- | --------------------------------------------------------------------------------------------- | --------------------------------------------------------------------------------------------- | --------------------------------------------------------------------------------------------- | --------------------------------------------------------------------------------------------- | --------------------------------------------------------------------------------------------- |
| 141   | Ouverture / Fermeture — / — | Longueur —                                                                                    | Durée 80 min                                                                                  | Nb. d’arrêts 32                                                                               | Matériel Autocars                                                                             | Jours de fonctionnement L, Ma, Me, J, V, S                                                    | Jour / Soir / Nuit / Fêtes O / N / N / N                                                      | Voy. / an —                                                                                   | Transporteur Borini Chablais                                                                  |
| 141   | Desserte : - Communes desservies : Annemasse, Ville-la-Grand, Saint-Cergues, Machilly, Bons-en-Chablais, Brenthonne, Fessy, Lully, Perrignier, Allinges, Thonon-les-Bains, Marin, Publier et Évian-les-Bains - Gares desservies : Gare d'Annemasse, Gare de Machilly, Gare de Bons-en-Chablais, Gare de Perrignier, Gare de Thonon-les-Bains et Gare d'Évian-les-Bains |                                                                                               |                                                                                               |                                                                                               |                                                                                               |                                                                                               |                                                                                               |                                                                                               |                                                                                               |
| 141   | Autre : - Zones traversées : Zones 210 et 300 (Léman Pass), A et B (Tarification Star't). - Amplitudes horaires : La ligne fonctionne du lundi au vendredi de 6 h 10 à 19 h 20 environ et le samedi à raison d'un aller-retour par jour. - Particularités : - Les services alternent entre les deux terminus éviannais ; - En période scolaire, certains services desservent le lycée Versoie de Thonon ; - Un service est assuré entre Annemasse et Thonon uniquement. - Date de dernière mise à jour : 15 décembre 2022. |                                                                                               |                                                                                               |                                                                                               |                                                                                               |                                                                                               |                                                                                               |                                                                                               |                                                                                               |
| 141   | Dernière actualisation : — |                                                                                               |                                                                                               |                                                                                               |                                                                                               |                                                                                               |                                                                                               |                                                                                               |                                                                                               |
| 142   | Thonon-les-Bains — Place des Arts ⥋ Perrignier — Chez Daude | Thonon-les-Bains — Place des Arts ⥋ Perrignier — Chez Daude                                   | Thonon-les-Bains — Place des Arts ⥋ Perrignier — Chez Daude                                   | Thonon-les-Bains — Place des Arts ⥋ Perrignier — Chez Daude                                   | Thonon-les-Bains — Place des Arts ⥋ Perrignier — Chez Daude                                   | Thonon-les-Bains — Place des Arts ⥋ Perrignier — Chez Daude                                   | Thonon-les-Bains — Place des Arts ⥋ Perrignier — Chez Daude                                   | Thonon-les-Bains — Place des Arts ⥋ Perrignier — Chez Daude                                   | Thonon-les-Bains — Place des Arts ⥋ Perrignier — Chez Daude                                   |
| 142   | Ouverture / Fermeture — / — | Longueur —                                                                                    | Durée 55 min                                                                                  | Nb. d’arrêts 21                                                                               | Matériel Autocars                                                                             | Jours de fonctionnement L, Ma, Me, J, V                                                       | Jour / Soir / Nuit / Fêtes O / N / N / N                                                      | Voy. / an —                                                                                   | Transporteur Borini Chablais                                                                  |
| 142   | Desserte : - Communes desservies : Thonon-les-Bains, Allinges, Orcier, Draillant, Cervens, Fessy, Brenthonne, Bons-en-Chablais et Perrignier - Gare desservie : Gare de Thonon-les-Bains et Gare de Bons-en-Chablais |                                                                                               |                                                                                               |                                                                                               |                                                                                               |                                                                                               |                                                                                               |                                                                                               |                                                                                               |
| 142   | Autre : - Zones traversées : Zones 300 (Léman Pass), A et B (Tarification Star't). - Amplitudes horaires : La ligne fonctionne du lundi au vendredi à raison de deux à trois allers-retours par jour. - Date de dernière mise à jour : 15 décembre 2022. |                                                                                               |                                                                                               |                                                                                               |                                                                                               |                                                                                               |                                                                                               |                                                                                               |                                                                                               |
| 142   | Dernière actualisation : — |                                                                                               |                                                                                               |                                                                                               |                                                                                               |                                                                                               |                                                                                               |                                                                                               |                                                                                               |
| 143   | Sciez — Chavannex Place ⥋ Bons-en-Chablais — Presbytère Douvaine — Aubonne selon les services | Sciez — Chavannex Place ⥋ Bons-en-Chablais — Presbytère Douvaine — Aubonne selon les services | Sciez — Chavannex Place ⥋ Bons-en-Chablais — Presbytère Douvaine — Aubonne selon les services | Sciez — Chavannex Place ⥋ Bons-en-Chablais — Presbytère Douvaine — Aubonne selon les services | Sciez — Chavannex Place ⥋ Bons-en-Chablais — Presbytère Douvaine — Aubonne selon les services | Sciez — Chavannex Place ⥋ Bons-en-Chablais — Presbytère Douvaine — Aubonne selon les services | Sciez — Chavannex Place ⥋ Bons-en-Chablais — Presbytère Douvaine — Aubonne selon les services | Sciez — Chavannex Place ⥋ Bons-en-Chablais — Presbytère Douvaine — Aubonne selon les services | Sciez — Chavannex Place ⥋ Bons-en-Chablais — Presbytère Douvaine — Aubonne selon les services |
| 143   | Ouverture / Fermeture — / — | Longueur —                                                                                    | Durée 45 à 55 min                                                                             | Nb. d’arrêts 14                                                                               | Matériel Autocars                                                                             | Jours de fonctionnement L, Ma, Me, J, V                                                       | Jour / Soir / Nuit / Fêtes O / N / N / N                                                      | Voy. / an —                                                                                   | Transporteur Borini Chablais                                                                  |
| 143   | Desserte : - Communes desservies : Sciez, Ballaison, Loisin, Bons-en-Chablais et Douvaine - Gare desservie : Gare de Bons-en-Chablais |                                                                                               |                                                                                               |                                                                                               |                                                                                               |                                                                                               |                                                                                               |                                                                                               |                                                                                               |
| 143   | Autre : - Zones traversées : Zones A et B (Tarification Star't). - Amplitudes horaires : La ligne fonctionne du lundi au vendredi à raison de deux allers-retours par jour, un pour Bons, l'autre pour Douvaine. - Date de dernière mise à jour : 15 décembre 2022. |                                                                                               |                                                                                               |                                                                                               |                                                                                               |                                                                                               |                                                                                               |                                                                                               |                                                                                               |
| 143   | Dernière actualisation : — |                                                                                               |                                                                                               |                                                                                               |                                                                                               |                                                                                               |                                                                                               |                                                                                               |                                                                                               |
| 151   | Annemasse — Gare routière ⥋ Thonon-les-Bains — Place des Arts | Annemasse — Gare routière ⥋ Thonon-les-Bains — Place des Arts                                 | Annemasse — Gare routière ⥋ Thonon-les-Bains — Place des Arts                                 | Annemasse — Gare routière ⥋ Thonon-les-Bains — Place des Arts                                 | Annemasse — Gare routière ⥋ Thonon-les-Bains — Place des Arts                                 | Annemasse — Gare routière ⥋ Thonon-les-Bains — Place des Arts                                 | Annemasse — Gare routière ⥋ Thonon-les-Bains — Place des Arts                                 | Annemasse — Gare routière ⥋ Thonon-les-Bains — Place des Arts                                 | Annemasse — Gare routière ⥋ Thonon-les-Bains — Place des Arts                                 |
| 151   | Ouverture / Fermeture — / — | Longueur —                                                                                    | Durée 60 min                                                                                  | Nb. d’arrêts 21                                                                               | Matériel Autocars                                                                             | Jours de fonctionnement L, Ma, Me, J, V, S                                                    | Jour / Soir / Nuit / Fêtes O / N / N / N                                                      | Voy. / an —                                                                                   | Transporteur Borini Chablais                                                                  |
| 151   | Desserte : - Communes desservies : Annemasse, Ville-la-Grand, Saint-Cergues, Machilly, Loisin, Douvaine, Massongy, Sciez, Margencel et Thonon-les-Bains - Gares desservies : Gare d'Annemasse, Gare de Machilly et Gare de Thonon-les-Bains |                                                                                               |                                                                                               |                                                                                               |                                                                                               |                                                                                               |                                                                                               |                                                                                               |                                                                                               |
| 151   | Autre : - Zones traversées : Zones 210 et 300 (Léman Pass), A et B (Tarification Star't). - Amplitudes horaires : La ligne fonctionne du lundi au vendredi de 6 h 35 à 19 h 5 environ et le samedi à raison de deux à trois allers-retours par jour. - Particularités : En période scolaire, certains services desservent les lycées d'Annemasse, le lycée Versoie de Thonon et le collège Langevin de Ville-la-Grand. - Date de dernière mise à jour : 15 décembre 2022.                                                  |                                                                                               |                                                                                               |                                                                                               |                                                                                               |                                                                                               |                                                                                               |                                                                                               |                                                                                               |
| 151   | Dernière actualisation : — |                                                                                               |                                                                                               |                                                                                               |                                                                                               |                                                                                               |                                                                                               |                                                                                               |                                                                                               |
| 152   | Thonon-les-Bains — Place des Arts ⥋ Douvaine — Mairie | Thonon-les-Bains — Place des Arts ⥋ Douvaine — Mairie                                         | Thonon-les-Bains — Place des Arts ⥋ Douvaine — Mairie                                         | Thonon-les-Bains — Place des Arts ⥋ Douvaine — Mairie                                         | Thonon-les-Bains — Place des Arts ⥋ Douvaine — Mairie                                         | Thonon-les-Bains — Place des Arts ⥋ Douvaine — Mairie                                         | Thonon-les-Bains — Place des Arts ⥋ Douvaine — Mairie                                         | Thonon-les-Bains — Place des Arts ⥋ Douvaine — Mairie                                         | Thonon-les-Bains — Place des Arts ⥋ Douvaine — Mairie                                         |
| 152   | Ouverture / Fermeture — / — | Longueur —                                                                                    | Durée 45 min                                                                                  | Nb. d’arrêts 17                                                                               | Matériel Autocars                                                                             | Jours de fonctionnement L, Ma, Me, J, V                                                       | Jour / Soir / Nuit / Fêtes O / N / N / N                                                      | Voy. / an —                                                                                   | Transporteur Borini Chablais                                                                  |
| 152   | Desserte : - Communes desservies : Thonon-les-Bains, Margencel, Sciez, Excenevex, Yvoire, Nernier, Messery et Chens-sur-Léman - Gare desservie : Gare de Thonon-les-Bains |                                                                                               |                                                                                               |                                                                                               |                                                                                               |                                                                                               |                                                                                               |                                                                                               |                                                                                               |
| 152   | Autre : - Zones traversées : Zones 300 (Léman Pass), A et B (Tarification Star't). - Amplitudes horaires : La ligne fonctionne du lundi au vendredi de 6 h 50 à 19 h 10 environ. - Particularités : En période scolaire, certains services desservent le lycée Versoie de Thonon. - Date de dernière mise à jour : 15 décembre 2022. |                                                                                               |                                                                                               |                                                                                               |                                                                                               |                                                                                               |                                                                                               |                                                                                               |                                                                                               |
| 152   | Dernière actualisation : — |                                                                                               |                                                                                               |                                                                                               |                                                                                               |                                                                                               |                                                                                               |                                                                                               |                                                                                               |
| 271   | Thonon-les-Bains — ZI Vongy / Excenevex — Chef Lieu ⥋ Genève — Rive | Thonon-les-Bains — ZI Vongy / Excenevex — Chef Lieu ⥋ Genève — Rive                           | Thonon-les-Bains — ZI Vongy / Excenevex — Chef Lieu ⥋ Genève — Rive                           | Thonon-les-Bains — ZI Vongy / Excenevex — Chef Lieu ⥋ Genève — Rive                           | Thonon-les-Bains — ZI Vongy / Excenevex — Chef Lieu ⥋ Genève — Rive                           | Thonon-les-Bains — ZI Vongy / Excenevex — Chef Lieu ⥋ Genève — Rive                           | Thonon-les-Bains — ZI Vongy / Excenevex — Chef Lieu ⥋ Genève — Rive                           | Thonon-les-Bains — ZI Vongy / Excenevex — Chef Lieu ⥋ Genève — Rive                           | Thonon-les-Bains — ZI Vongy / Excenevex — Chef Lieu ⥋ Genève — Rive                           |
| 271   | Ouverture / Fermeture — / — | Longueur —                                                                                    | Durée 95 min                                                                                  | Nb. d’arrêts 30                                                                               | Matériel Autocars                                                                             | Jours de fonctionnement L, Ma, Me, J, V, S                                                    | Jour / Soir / Nuit / Fêtes O / O / N / N                                                      | Voy. / an —                                                                                   | Transporteur Alpbus (RATP Dev)                                                                |
| 271   | Desserte : - Communes desservies : Thonon-les-Bains, Sciez, Massongy, Excenevex, Yvoire, Nernier, Douvaine, Veigy-Foncenex, Anières, Corsier, Collonge-Bellerive et Genève - Stations et gares desservies : Gare de Thonon-les-Bains, Rive (12 et 17). |                                                                                               |                                                                                               |                                                                                               |                                                                                               |                                                                                               |                                                                                               |                                                                                               |                                                                                               |
| 271   | Autre : - Zones traversées : Zones 10 (Unireso), 200 (Léman Pass), A et B (Tarification Star't). - Amplitudes horaires : La ligne fonctionne du lundi au vendredi de 5 h 35 à 21 h 5 et le samedi de 6 h 30 à 19 h 45 environ. - Particularités : Les deux tiers des services vont à Thonon, le tiers restant va à Excevenex. - Renumérotation : À la demande de l'Office fédéral des transports de la Suisse, la ligne T71 est renumérotée 271 le 12 décembre 2021. - Date de dernière mise à jour : 15 décembre 2022.    |                                                                                               |                                                                                               |                                                                                               |                                                                                               |                                                                                               |                                                                                               |                                                                                               |                                                                                               |
| 271   | Dernière actualisation : — |                                                                                               |                                                                                               |                                                                                               |                                                                                               |                                                                                               |                                                                                               |                                                                                               |                                                                                               |

Notons aussi que Chens-sur-Léman et Veigy-Foncenex sont desservies respectivement par les lignes 38 et G des Transports publics genevois.

### Transport à la demande
Le quartier de l'Ermitage à Thonon-les-Bains dispose, du lundi au samedi, d'une desserte en transport à la demande avec des horaires et un itinéraire prédéfinis à l'avance.
L'intercommunalité assure en parallèle un service de transport à la demande sur l'ensemble de son territoire, service issu de l'ancienne communauté de communes du Bas-Chablais, nommé « TADispo ».
Les personnes âgées de plus de 70 ans ou à mobilité réduite indépendamment de l'âge résidant dans les communes d'Allinges, Anthy, Margencel, Marin et Thonon-les-Bains peuvent bénéficier du service AlloBus, moyennant une cotisation annuelle et la présentation d'un titre de transport valide à chaque voyage.

### Arrêts

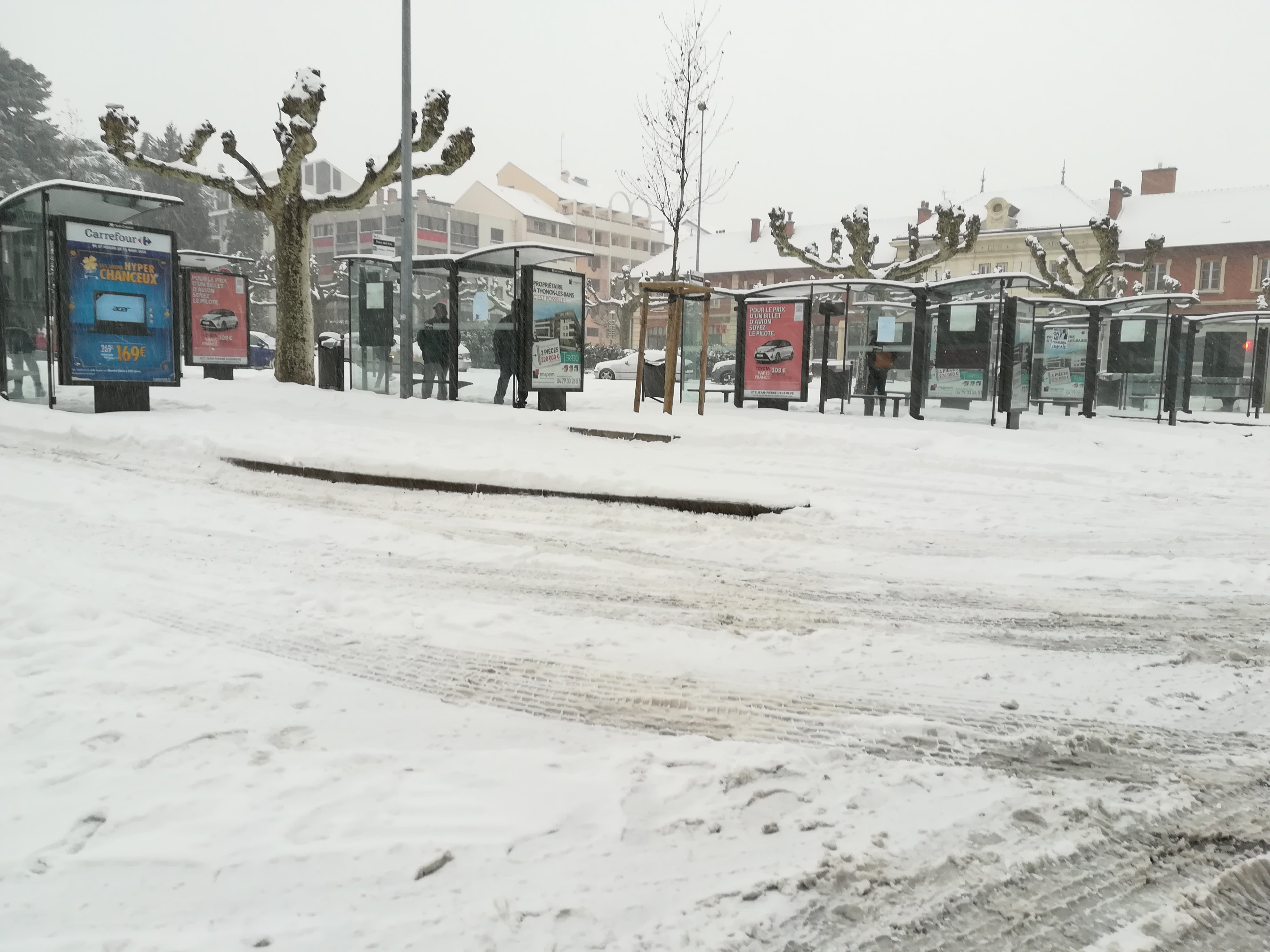
Les arrêts de bus au niveau de la gare routière de Thonon-les-Bains, située sur la Place des Arts, sous la neige.

### État de parc

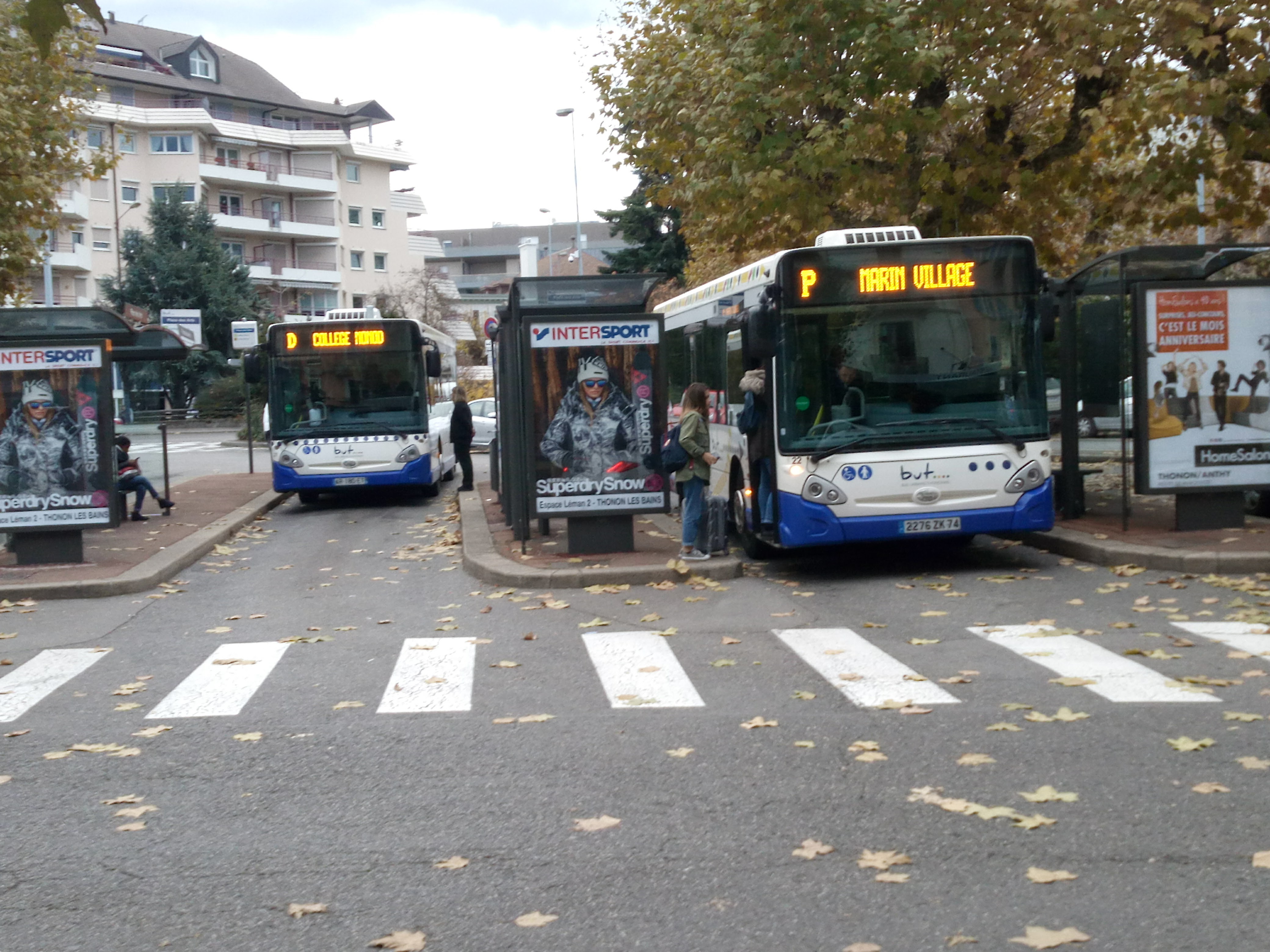
Deux midibus aux couleurs de l’ancien réseau BUT.

## Exploitation

### Dépôts
En Septembre 2024, Thonon Agglomération a inauguré un nouveau dépôt de bus pour STAR'T situé à Anthy-Sur-Léman. 

### Sécurité
Conformément à la législation en vigueur, l’ensemble du parc est soumis à un contrôle technique, effectué par un centre indépendant et reconnu, valable 6 mois. Au cours de cette visite, tous les éléments de sécurité ainsi que l’arrimage des sièges, le fonctionnement des portes ou encore les feux sont vérifiés.
Les portes sont dotées de bords sensibles, capable de remarquer la présence d’un corps étranger entre les battants. En cas d’anomalie, cette sécurité entraîne un phénomène de réversion, c’est-à-dire la réouverture des portes. En cas de problème empêchant l’ouverture des battants depuis le poste de conduite, deux mécanismes, l’un à l’extérieur et l’autre à l’intérieur, sont installés à proximité des portes latérales et permettent de déclencher la décompression, c’est-à-dire le fait de vider les réserves d’air comprimé, rendant ainsi les battants inertes et maniables à la main.

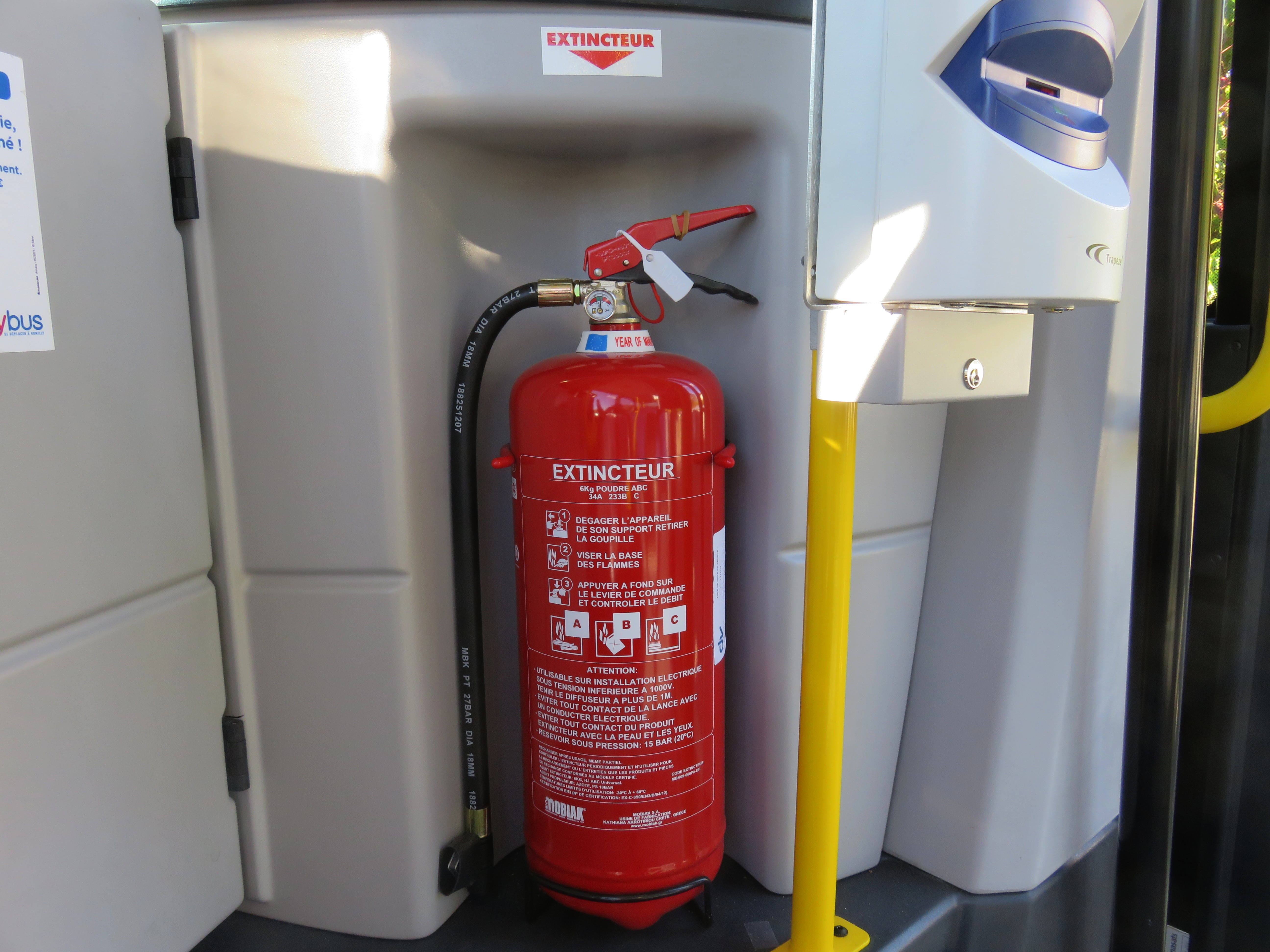
Un extincteur.

Ils sont également dotés de moyens de lutte contre l’incendie, notamment un extincteur, qui est situé contre le poste de conduite.
Enfin, tous les bus sont équipés de marteaux brise-vitre situés derrière le conducteur. Conformément à la législation en vigueur pour les minibus, une vitre latérale et la glace arrière des véhicules, signalés par la mention « Issue de secours », peuvent être brisées afin d’évacuer le bus en cas d’urgence (incendie, accident, ...).

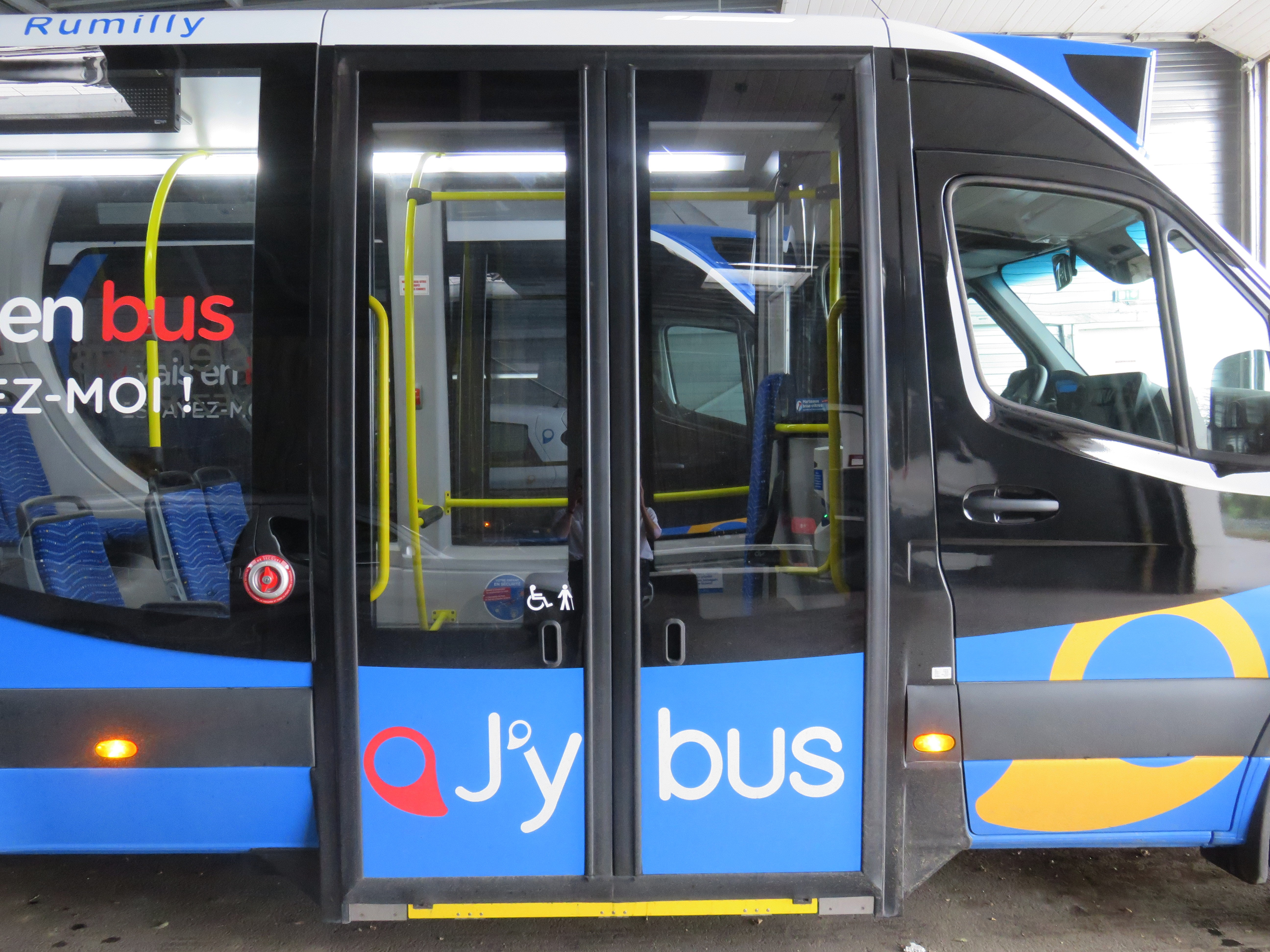
Des portes dotées de bords sensibles.
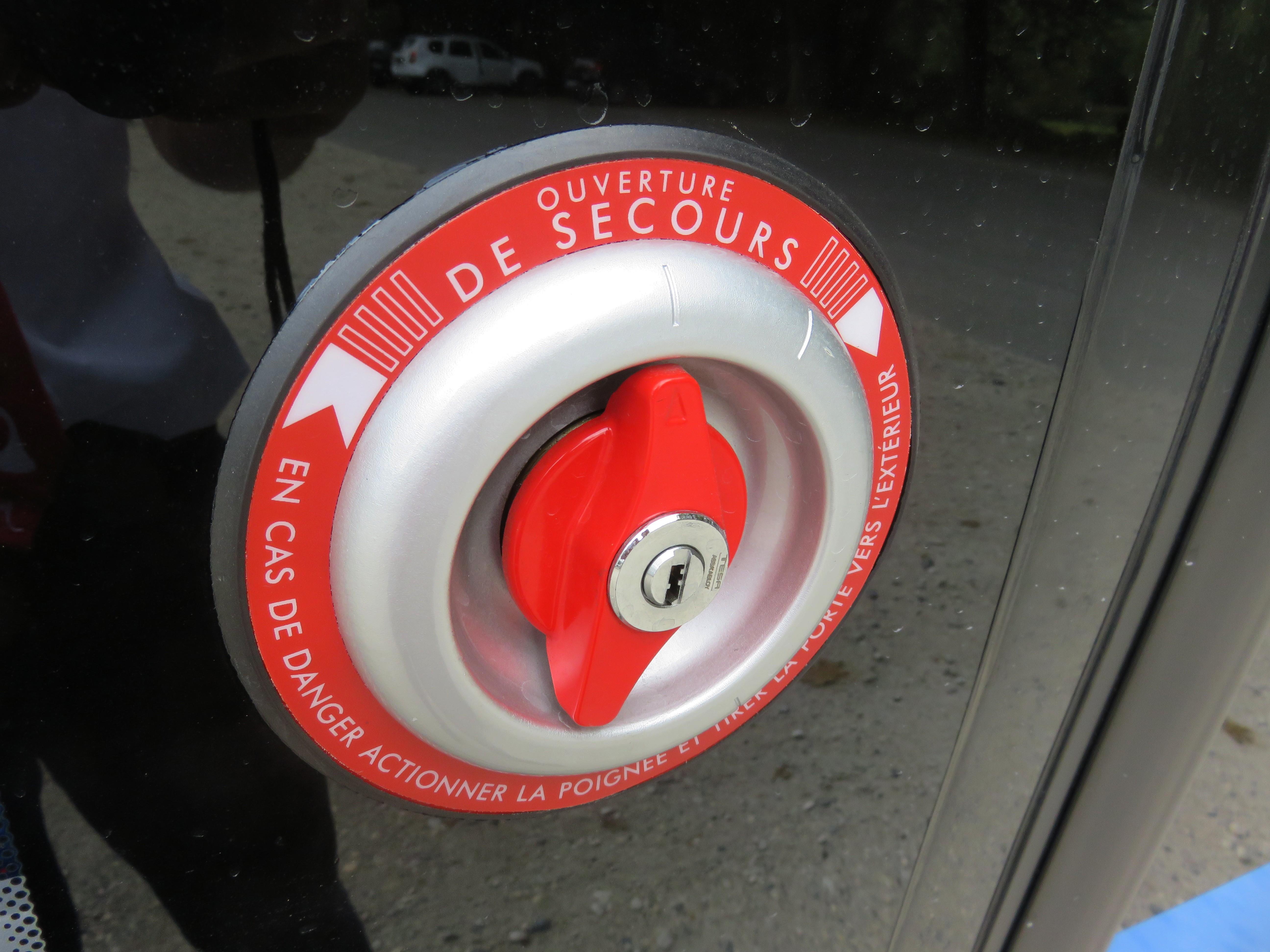
Le système d’ouverture de secours des portes (extérieur).
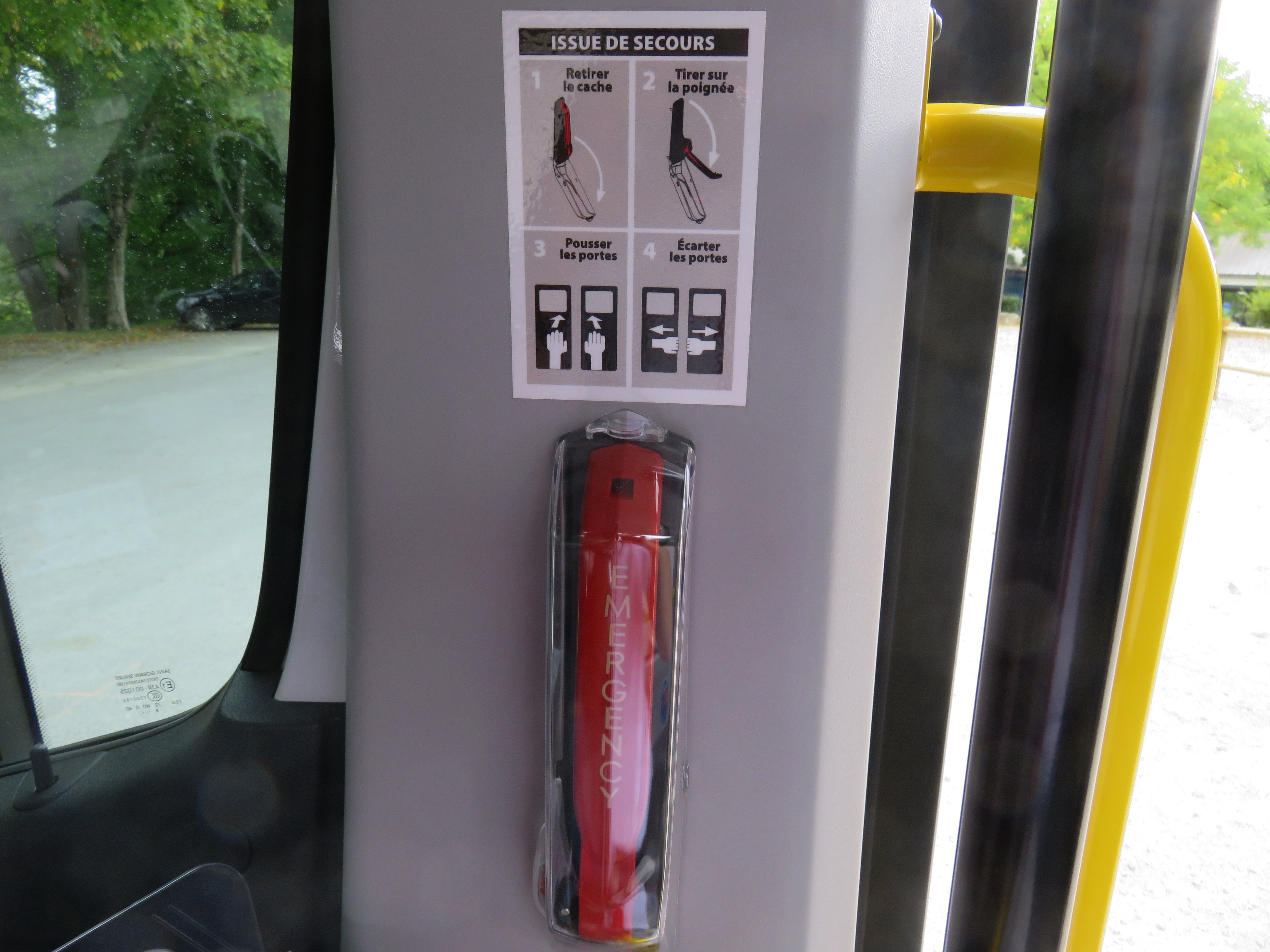
Le système d’ouverture de secours des portes (intérieur).
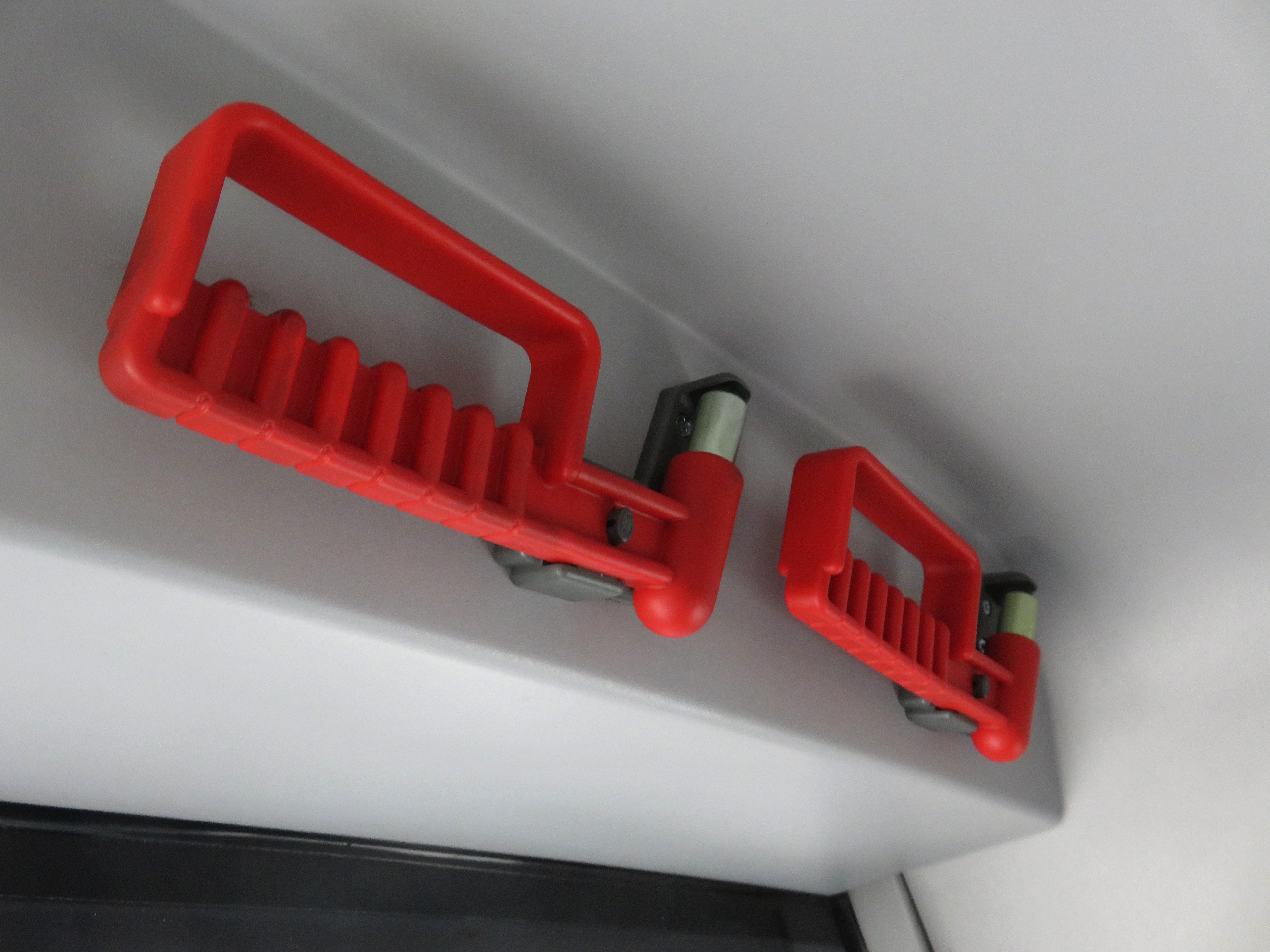
Les marteaux brise-vitre.

### Tarification et points de vente
Avec la mise en service intégrale du Léman Express le 15 décembre 2019, le réseau urbain forme une partie de la zone 300 du nouveau tarifaire transfrontalier Léman Pass ; les trajets internes au réseau continuent à s'effectuer avec sa tarification propre. Les communes d'Allinges, Anthy-sur-Léman, Margencel et Thonon-les-Bains sont couvertes par cette zone et la ligne 271 est pleinement intégrée au système Léman Pass de par son caractère transfrontalier, seul un titre Léman Pass permet de l'utiliser en Suisse.
Initialement, le réseau Star't a maintenu les anciens systèmes tarifaires (réseau urbain et lignes interurbaines) avant d'unifier les tarifs au 19 décembre 2022 via un système à deux zones tarifaires :
- Zone A : Allinges, Anthy-sur-Léman, Armoy, Cervens, Draillant, Lyaud, Margencel, Orcier, Perrignier, Sciez-sur-Léman et Thonon-les-Bains ;
- Zone B : Ballaison, Brenthonne, Bons-en-Chablais, Chens-sur-Léman, Douvaine, Excenevex, Fessy, Loisin, Lully, Massongy, Messery, Nernier, Veigy-Foncenex et Yvoire, ainsi que les communes d'Annemasse, Machilly, Saint-Cergues et Ville-la-Grand située dans le périmètre de l'agglomération annemassienne.

Le ticket unité valable une heure coûte 1,20 € pour une zone ou 2,20 € pour les zones A + B ou A + réseau Eva'd (9,60 € en carnet de dix pour une zone ou 17,50 € pour les zones A et B ou A + réseau Eva'd) et permet l'accès à l'ensemble des lignes en fonction des zones choisies, sans limitation. Des formules d'abonnements sont aussi proposées au mois ou à l'année avec des tarifs réduits pour les moins de 26 ans et plus de 65 ans. Un abonnement annuel valable uniquement sur le funiculaire existe.
Des tarifs intermodaux combinant le réseau Eva'd (dit « zone C ») et les lignes urbaines du réseau Star't de Thonon (dit « zone A ») sont proposés ; en revanche il n'est pas possible de combiner les zones A, b et réseau Star't.